# Meike van Schijndel
Meike van Schijndel (Utrecht, 13 mei 1973) is een Nederlandse illustrator, grafisch vormgever en ontwerper.

## Levensloop

### Studie
Van Schijndel is de dochter van architect en vormgever Mart van Schijndel en zakelijk leider in de theaterwereld Jetta Ernst.
Na de middelbare school heeft zij vier jaar in Californië gestudeerd met een creatief vakkenpakket met onder andere fotografie, tekenen/schilderen, grafische vormgeving, toneel (Chabot College) en interieurontwerp (UC Berkeley Extension). 
Terug in Nederland studeerde ze vanaf 1996 aan de Hogeschool voor de Kunsten Utrecht waar zij begin 2001 afstudeerde met Bathroom Mania!. 

### Carrière
Direct na haar studie startte Van Schijndel haar eigen illustratief ontwerpbureau Cool Chica Design.
In 2004 is Bathroom Mania! een zelfstandig bedrijf geworden met Van Schijndel in de directie.
Sinds 2013 is zij ook directeur van Delta Vaas, dat de vaas, naar ontwerp van haar vader, produceert.

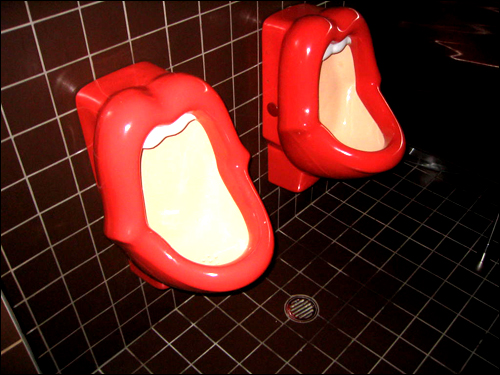
Kisses urinoirs

Het meest besproken en daardoor meest bekende ontwerp van Van Schijndel is het urinoir Kisses, een van de producten uit Bathroom Mania!.
Het voornemen om Kisses in de toiletruimte van een nieuwe viplounge van luchtvaartmaatschappij Virgin Atlantic op JFK Airport te plaatsen, leidde tot protesten van de National Organisation for Women en het schrappen van het plan. Datzelfde werd ook ter sprake gebracht bij haar ontwerp voor de Stones Fan Museum.